# Road Salt
Road Salt är en balladlåt skriven och framförd av den svenska metalgruppen Pain of Salvation som deltog i den första deltävlingen i Melodifestivalen 2010 i Örnsköldsvik, där den tog sig vidare till Andra chansen.
Under Melodifestivalen 2012 var låten med i "Tredje chansen".

## Listplaceringar
| Lista (2010)         | Topplacering |
| -------------------- | ------------ |
| Svenska singellistan | 12           |